# Kinematik (Teilchenprozesse)
Als Kinematik werden in der Atom-, Kern- und Teilchenphysik die Folgerungen bezeichnet, die sich aus Impuls- und Energieerhaltung für die Bewegung der Teilchen nach Zerfalls- oder Stoßvorgängen ergeben. Die Teilchen werden dabei als Punktmassen betrachtet.

## Zerfallsvorgänge
Beim Zerfall eines ruhenden Teilchens in andere Teilchen bedeutet Impulserhaltung, dass die Vektorsumme aller Impulse auch nach dem Zerfall gleich Null ist. Die Abbildung zeigt schematische Beispiele für den Zerfall in zwei oder aber in drei Teilchen. 

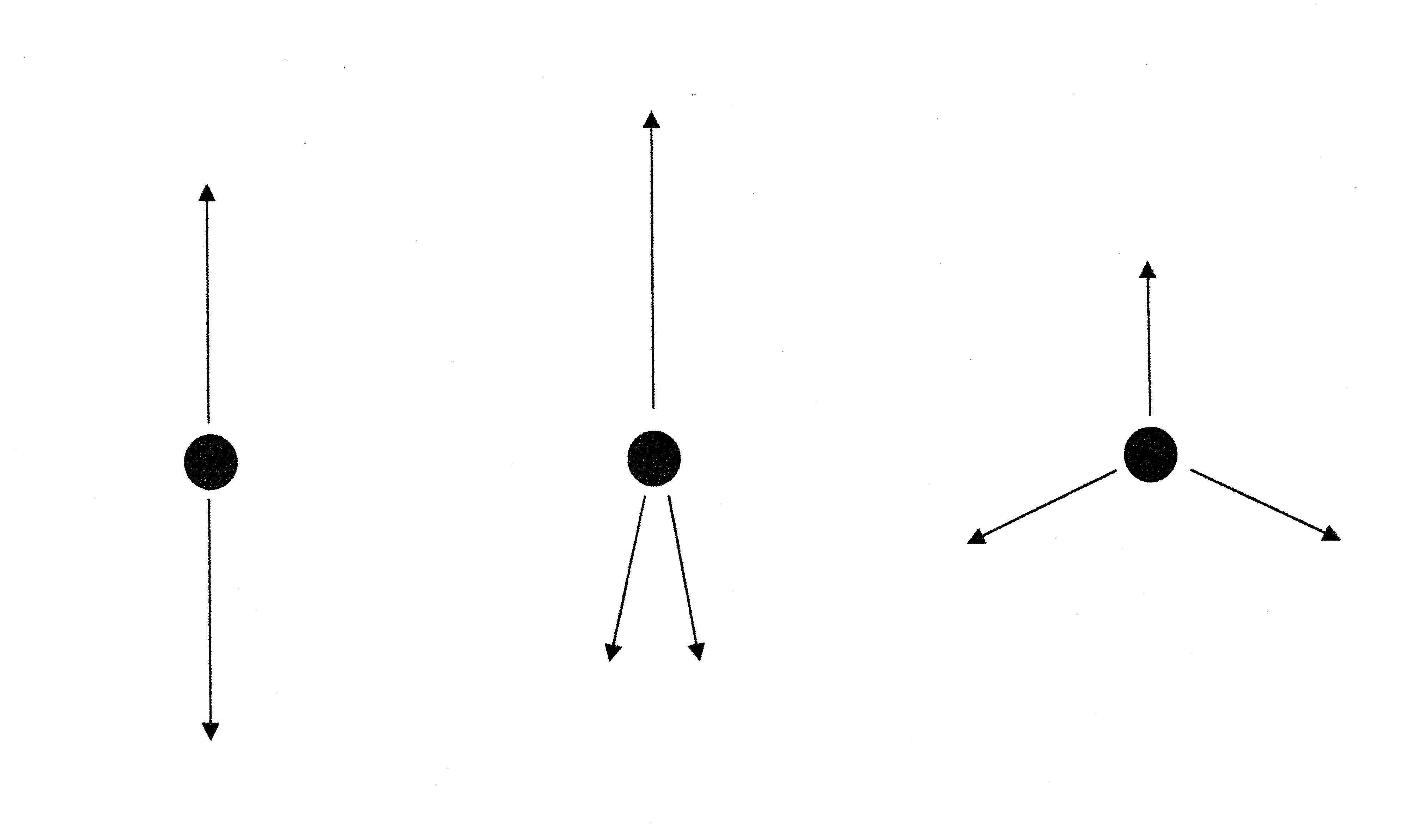
Zerfall (schematisch) in 2 oder in 3 Produktteilchen. Die Pfeile stellen die Impulsvektoren dar. Bei nur 2 Teilchen sind deren Impulsbeträge gleich und auch die Energien festgelegt. Bei 3 Teilchen können alle Impulse und Energien kontinuierliche Werte annehmen; angedeutet sind zwei besondere Fälle

Im einfachsten Fall sind nach dem Zerfall nur zwei Teilchen vorhanden, z. B. ein Alphateilchen und der emittierende Atomkern. Dann bewegen die Teilchen sich stets um 180 Grad auseinander. Bezeichnen {\displaystyle {m_{i}},\,{v_{i}},\,{E_{i}}\,(i=1,2)} ihre Massen, Geschwindigkeiten und kinetischen Energien und sind die Geschwindigkeiten klein gegenüber der Lichtgeschwindigkeit, verlangt die Impulserhaltung
{\displaystyle {m_{1}}\,{v_{1}}={m_{2}}\,{v_{2}}}.
Die Energien sind 
{\displaystyle {E_{i}}={\frac {m_{i}}{2}}\,{v_{i}}^{2}}.
Drückt man über die erste Gleichung z. B. {\displaystyle v_{2}} durch {\displaystyle v_{1}} aus, erhält man für das Verhältnis der beiden Energien
{\displaystyle {\frac {E_{2}}{E_{1}}}={\frac {m_{1}}{m_{2}}}}.
Die kinetischen Energien verhalten sich also umgekehrt zueinander wie die beiden Massen. Da die Summe der beiden Energien feststeht, beobachtet man z. B. beim Alphazerfall diskrete, wohlbestimmte Teilchenenergien. 
Auch nach einem Gammazerfall sind nur zwei Teilchen vorhanden und es treten diskrete Energien auf. Allerdings muss beim Photon der Zusammenhang zwischen Energie und Impuls relativistisch berechnet werden. 
Zeigen sich dagegen kontinuierliche Energiespektren wie bei einem Betazerfall, weist dies darauf hin, dass als Ergebnis des Zerfalls insgesamt drei oder mehr Teilchen vorhanden sind. Diese Überlegung führte Pauli zur Hypothese des Neutrinos. (Siehe auch Dalitz-Diagramm.)

## Stoßvorgänge

### Veranschaulichung: Billardspiel
Der elastische Zusammenstoß einer bewegten mit einer ruhenden Kugel beim Billardspiel (ohne Effet-, Zugstöße u. ä.) veranschaulicht die Punktmassen-Kinematik von Stößen. Haben die beiden Kugeln, wie üblich, gleiche Massen, so sind zwei Extremfälle am einfachsten zu beschreiben:
- zentraler Stoß: die stoßende Kugel bleibt liegen, die getroffene Kugel übernimmt vollständig deren Geschwindigkeit nach Betrag und Richtung.
- streifender Stoß: die stoßende Kugel rollt (fast) unverändert weiter, die getroffene bewegt sich mit der Geschwindigkeit (fast) Null etwa rechtwinklig zur Seite.

In allen anderen, dazwischen liegenden Fällen bewegen sich nach dem Stoß beide Kugeln in zueinander rechtwinkligen Richtungen mit solchen Geschwindigkeiten, dass der gemeinsame Schwerpunkt der Kugeln (der stets auf der Mitte der Verbindungsgeraden der Kugelmittelpunkte liegt) sich geradeaus weiterbewegt. Es kommt nicht vor, dass eine der Kugeln nach dem Stoß „rückwärts“ (um mehr als 90 Grad von der Stoßrichtung abweichend) rollt.
Rechnerisch werden diese elastischen Stöße in Stoß (Physik) behandelt.

### Atome, Atomkerne, Elementarteilchen
Impuls- und Energieerhaltung bestimmen die Kinematik auch bei Vorgängen, die durch die Quantenmechanik beschrieben werden müssen. Beispielsweise ergibt sich daraus bei Streuprozessen, etwa der Compton-Streuung eines Photons an einem Elektron, wie die Energie des gestreuten Photons mit dem Streuwinkel zusammenhängt.
Gegenüber dem klassisch-mechanischen Fall des Billards kommen hier allerdings in manchen Fällen Komplikationen hinzu:
- Die Teilchen können verschiedene Massen haben. Trifft ein leichteres auf ein schwereres Teilchen, kann es um mehr als 90 Grad abgelenkt, also „zurückgestreut“ werden. Die von Ernest Rutherford beobachtete Rückstreuung von Alphateilchen an einer Goldfolie war deshalb ein deutlicher  Hinweis auf die Existenz des schweren Atomkerns.
- Nach dem Stoß können mehr als 2 Teilchen vorhanden sein.
- Die kinetische Energie des stoßenden Teilchens (Projektils) kann teilweise in andere Formen (Anregungsenergie, Masse neuer Teilchen) umgewandelt werden.
- Umgekehrt kann zusätzlich zur Projektilenergie weitere Energie in kinetische Form überführt werden (siehe exotherme Reaktion). Dies geschieht insbesondere bei den zur technischen Energiegewinnung durchgeführten Kernspaltungs- und Kernfusionsreaktionen.
- Sind die auftretenden Geschwindigkeiten nicht mehr vernachlässigbar gegenüber der Lichtgeschwindigkeit, muss mit der relativistischen Energie und dem relativistischen Impuls gerechnet werden (siehe etwa Tests der relativistischen Energie-Impuls-Beziehung).

### Schwerpunkts-Koordinatensystem
Die Beschreibung der kinematischen Verhältnisse wird meist erleichtert durch Wahl eines Koordinatensystems, in dem der gemeinsame Schwerpunkt der Teilchen ruht (Schwerpunktsystem, engl. center-of-mass system, CMS). In diesem System bewegen sich die beiden vor dem Stoß vorhandenen Teilchen um 180 Grad entgegengesetzt aufeinander zu; nach dem Stoß gelten die obigen Überlegungen wie bei einem Zerfall. 
Im Laborsystem -- also dem "normalen" System, in dem sich vor dem Stoß nur das Projektilteilchen bewegt -- ist allgemein die Geschwindigkeit jedes Teilchens  die Vektorsumme aus seiner im Schwerpunktssystem berechneten Geschwindigkeit und der Geschwindigkeit des Schwerpunkts im Laborsystem (Galilei-Transformation). Im relativistischen Fall ist zur Umrechnung zwischen Labor- und Schwerpunktsystem statt der Galilei-Transformation die Lorentz-Transformation nötig.

### Colliding-Beam-Experimente
Die kinetische Energie, die (im Laborsystem gesehen) in der Mitbewegung des Schwerpunkts steckt, steht nicht zur Umwandlung in andere Formen, etwa neue Teilchen, zur Verfügung, denn der gemeinsame Schwerpunkt „muss“ sich nach dem Stoß mit gleichbleibendem Impuls weiterbewegen. Dies ist der Grund, Experimente der Hochenergiephysik als Colliding-Beam-Experimente durchzuführen. Hier fällt (bei entgegengesetzt gleichen Impulsvektoren der zusammenstoßenden Teilchen) das Schwerpunktssystem mit dem Laborsystem zusammen, so dass die gesamte Energie beider Teilchen „verbraucht“ werden kann.

## Stark exotherme Reaktionen
Kernreaktionen mit hoher Energiefreisetzung wie etwa die neutroneninduzierte Kernspaltung oder die Kernfusion lassen sich wie Zerfälle betrachten, wenn man die kinetische Energie des auslösenden Stoßes vernachlässigen kann, denn dann fallen auch hier Labor- und Schwerpunktssystem zusammen. Beispiel: Die Fusion eines Tritons mit einem Deuteron ergibt ein Alphateilchen und ein Neutron und setzt 17,6 MeV Energie frei. Das Alphateilchen hat etwa die vierfache Masse des Neutrons; betrug die Stoßenergie nur wenige keV (wie z. B. im Fusionsreaktor), findet man im Laborsystem Neutronen mit vier Fünftel der freigesetzten Energie, also 14,1 MeV, und Alphateilchen mit 3,5 MeV.